# Тенно (коммуна)
Тенно (итал. Tenno) — коммуна в Италии, располагается в провинции Тренто области Трентино-Альто-Адидже.
Население составляет 1732 человека, плотность населения составляет 62 чел./км². Занимает площадь 28 км². Почтовый индекс — 38060. Телефонный код — 0464.
Покровительницей коммуны почитается Пресвятая Богородица. Праздник ежегодно празднуется 8 декабря.